# Urotrygon aspidura
Urotrygon aspidura, también conocida como raya redonda de cola espinosa o raya panámica, es una especie de raya nativa que se distribuye en el Pacífico centro-oriental y sureste, el sur de Baja California y el Golfo de California . Puede crecer hasta 42 cm. Están gravemente amenazados por la pesca del camarón .
Esta raya suele ser capturada de manera incidental por la pesca de camarón

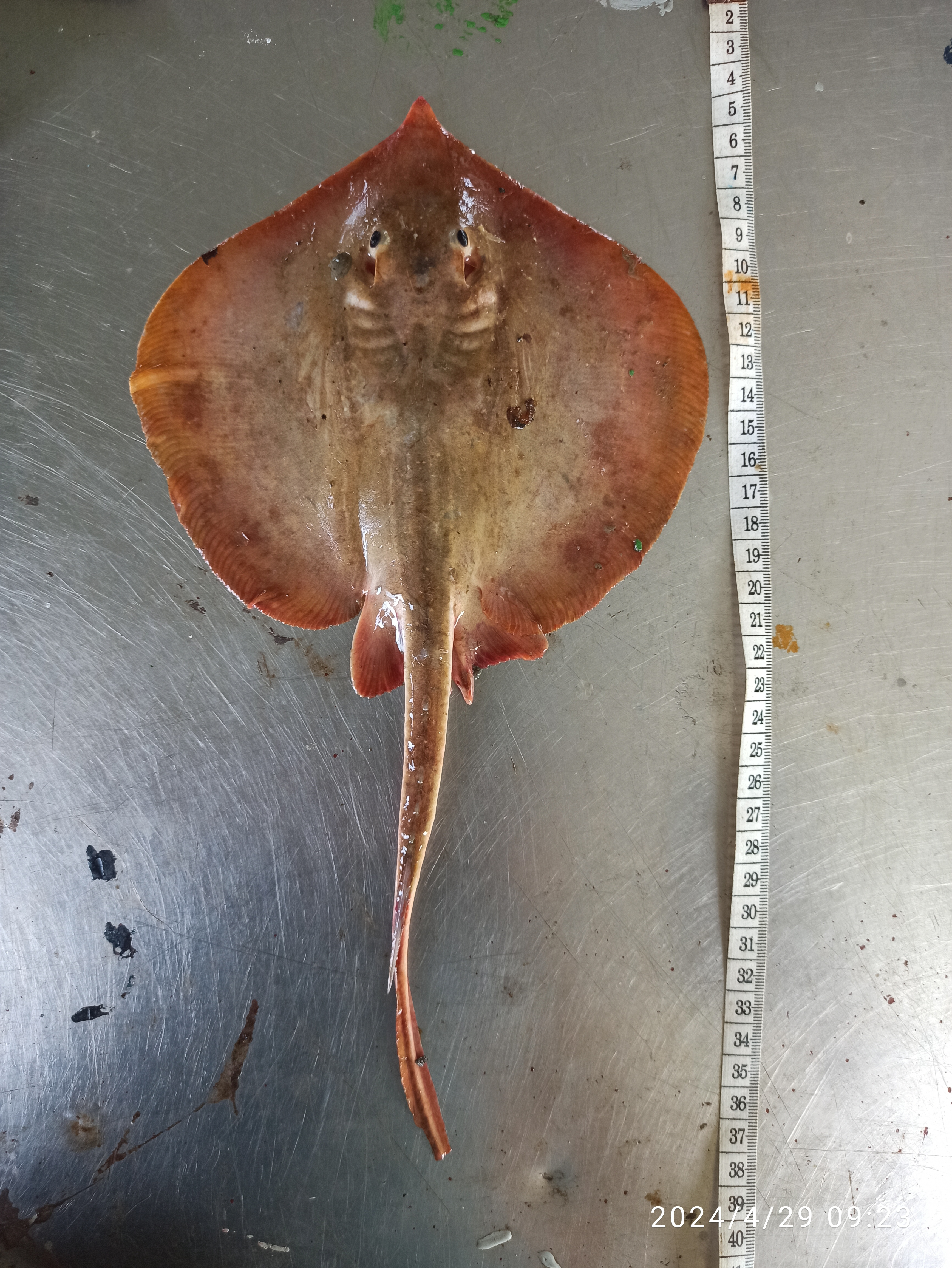
Urotrygon aspidura